# Gunnar Myrdal
Gunnar Myrdal (ur. 6 grudnia 1898 w Skattungbyn, zm. 17 maja 1987 w Sztokholmie) – ekonomista, polityk i socjolog szwedzki, laureat Nagrody Banku Szwecji im. Alfreda Nobla w dziedzinie ekonomii w 1974, uczeń dwóch znanych ekonomistów szwedzkich Knuta Wicksella i Gustava Cassela. Wśród jego uczniów był Rudolf Meidner.

## Życiorys
Profesor Instytutu Badań Międzynarodowych w Genewie (1931–1932), następnie na Uniwersytecie Sztokholmskim, gdzie w latach 1933–1950 kierował katedrą ekonomii politycznej, zaś w latach 1961–1965 katedrą międzynarodowych badań ekonomicznych. W latach 1945–1947 był ministrem przemysłu i handlu, na którym to stanowisku zastąpił Bertila Ohlina. Następnie (do 1957) był sekretarzem Europejskiej Komisji Gospodarczej ONZ. W pracy naukowej w dziedzinie ekonomii reprezentował tzw. szkołę szwedzką (sztokholmską). Politycznie związany z socjaldemokracją.
W roku 1927 otrzymał stopień doktorski za pracę o kształtowaniu cen w zmieniającej się gospodarce. Zajmował się przede wszystkim problematyką krajów rozwijających się; uważał za konieczną wewnętrzną mobilizację rezerw przez te kraje oraz prowadzenie polityki planowej. Wskazywał na dużą rolę przewidywania w kształtowaniu cen. Był zwolennikiem nurtu instytucjonalnego w ekonomii. Ekonomię klasyczną uważał za zbyt wąską formę analizy zachodzących zjawisk gospodarczych. Wskazywał na możliwość jednoczesnego występowania wysokiej inflacji i dużego bezrobocia. Jako jeden z pierwszych użył terminu stagflacja. Autor zasady skumulowanej przyczynowości oraz analitycznego rozróżnienia w ekonomii zdarzeń zachodzących ex ante i ex post. Uważał, że wyraźnie nierówny rozdział własności w społeczeństwie stanowi przeszkodę dla wzrostu i efektywności ekonomicznej. Zwolennik planowania gospodarczego w krajach wysoko rozwiniętych. Wskazywał na potrzebę planowania makrocelów gospodarki i pozostawienia rynkowi alokacji zasobów w ramach tego planu.
Propagował teorię kumulatywnej przyczynowości, która wskazuje na silną zależność rozwoju społeczno-gospodarczego kraju od akceptacji przez społeczeństwo celów realizowanej w nim polityki. Krytykował twierdzenie, że leseferyzm jest najlepszą polityką dla każdego kraju, bez względu na stadium jego rozwoju gospodarczego. Postrzegał długookresowy rozwój krajów zachodnich jako przechodzenie od okresu merkantylizmu do okresu liberalizmu i leseferyzmu, następnie do okresu dobrobytu, aż do końcowego okresu gospodarki planowej. Twierdził, że w krajach słabo rozwiniętych wydajność pracy jest bardzo niska, po części z powodu wszystkich nieszczęść towarzyszących ubóstwu. Wzrost konsumpcji klas pracujących powinien przyczynić się do poprawy warunków zdrowotnych, większej wydajności i lepszych postaw wobec wykonywanej pracy. Uważał, że ortodoksyjna teoria ekonomii nie znajduje wytłumaczenia dla powiększającej się między biednymi a bogatymi krajami luki pod względem realnego dochodu.
W 1974 otrzymał Nagrodę Banku Szwecji im. Alfreda Nobla w dziedzinie ekonomii za pionierski wkład w teorię pieniądza wahań cyklicznych oraz głębokie analizy współzależności zjawisk ekonomicznych, społecznych i instytucjonalnych. Razem z nim nagrodę otrzymał Friedrich August von Hayek.
Od 1924 jego żoną była Alva Myrdal, laureatka pokojowej Nagrody Nobla w 1982 r.

## Wybrane prace
- The Political Element in the Development of Economic Theory (1930)
- Crisis in the Population Question (Kris i befolkningsfrågan, 1934)
- Monetary Equilibrum (1939)
- Teoria ekonomii a kraje gospodarczo rozwinięte (1957, wydanie polskie 1958)
- Przeciw nędzy w świecie (1973, wydanie polskie 1975)
- An American Dilemma, The Negro Problem in Modern Democract (1944)
- Beyond the Welfare State. Economic Palnning in the Welfare States and its International Implications (1960)
- Asian Drama. An Inquiry into the Poverty Nations (1968)
- The Challenge of World Poverty. The World Anti-Poverty Program in Outline (1970)